# Ячини, Стефано
Стефано Франческо Ячини (итал. Stefano Jacini; 26 июня 1826, Казальбуттано-эд-Унити, Ломбардия — 25 марта 1891, Милан) — итальянский политик, государственный деятель, экономист. министр общественных работ Итальянского королевства (8 декабря 1862 — 24 сентября 1864), (граф с 1880 года).

## Биография
Родился в одной из самых богатых и состоятельных семей Нижней Ломбардии, его отец, Джованни Баттиста Ячини, был богатым землевладельцем, владельцем текстильной фабрикой. Учился в агрономическом колледже.
В 1846 года начал изучать право на юридическом факультете Миланского университета. В марте 1850 года окончил Университет Павии.
Став юристом, завершил обучение в Вена|Вене, затем дополнил обучение учебными поездками в Германию (Баден, Франкфурт, Саксония и Пруссия), Швецию, Россию, Венгрию, вплоть до Греции и Турции. Впоследствии, между 1851 и 1852 годами, посетил Нидерланды, Бельгию и Англию, где познакомился с английским политиком и мыслителем Ричардом Кобденом, затем отправился во Францию, страну, где, помимо посещения южных сельскохозяйственных районов, стал свидетелем государственный переворот Наполеона III, провозгласившего себя императором.
В 1856 г. опубликовал работу «La proprietà fondiaria e la popolazione agricola in Lombardia» (Милан), обратившую на него внимание. Был одним из основателей радикальной газеты «Perseveranza». В 1861 году занимал недолго кресло министра общественных работ в кабинете К. Кавура; вновь получил тот же портфель в кабинете А. Ламарморы.
Содействовал расширению железнодорожной и телеграфной сети в Италии. С 1870 г. — сенатор, с 1880 года — граф.
Участник Рисорджименто с консервативных позиций.

## Избранные публикации
- «Due anni di politica italiana» (Милан, 1868);
- «Selle opere publiche in Italia» (Мил., 1870);
- «Un po di commento sul trattato di Berlino» (Рим, 1878);
- «Sulla politica estera» (Рим, 1879);
- «I conservatori e la evoluzione naturale dei partiti politici in Italia» (ib., 1879);
- «Pensieri sulla politica italiana» (в «Nuova Antologia», 1889);
- «Le forze conservative nella nuova Italia» (Флоренция, 1891).

В двух последних работах излагает свою программу: умеренный консерватизм, развитие промышленных сил страны, отказ от мегаломании в иностранной политике, прекращение тройственного союза.